# Jomfru Tidsfordriv
Jomfru Tidsfordriv (Juliane Marie Elise Hansen, 16. februar 1854 - 14. januar 1907) var en københavnsk original, som var kendt i gadebilledet omkring år 1900. Hun gik omkring i kvarteret mellem Dronningens Tværgade og Købmagergade iført sin gamle frakke, som hun pyntede med brogede båndrester og tøjblomster, som kvarterets handlende forærede hende.
Hun var i politiets registerblade anført som syerske, men levede især af kager og bolsjer, som hun tiggede i konditorierne og på sukkervarefabrikkerne, og som hun gerne delte ud af til gadens ungdom, som flokkedes om hende. Hun holdt også skole for disse børn, da hun mente at være lærerinde. Om sommeren sad hun daglig i Kongens Have og prækede dyd for børnene, som fik bolsjer og skældsord med.
Jomfru Tidsfordriv hutlede sig gennem tilværelsen til hun døde fattig i en kælder i Lille Brøndstræde. Til bisættelsen kom en krans fra prinsesse Marie, som hver juleaften havde sendt jomfruen en kurv med madvarer og varmt tøj.